# Сен-Пьер-д’Аржансон
Сен-Пьер-д’Аржансо́н (фр. Saint-Pierre-d'Argençon, окс. Sant Peire d'Argençon) — коммуна во Франции, находится в регионе Прованс — Альпы — Лазурный Берег. Департамент коммуны — Верхние Альпы. Входит в состав кантона Аспр-сюр-Бюэш. Округ коммуны — Гап.
Код INSEE коммуны — 05154.

## Население
Население коммуны на 2008 год составляло 163 человека.
| 1962 | 1968 | 1975 | 1982 | 1990 | 1999 | 2008 |
| ---- | ---- | ---- | ---- | ---- | ---- | ---- |
| 164  | 151  | 136  | 147  | 141  | 150  | 163  |

## Экономика
В 2007 году среди 100 человек в трудоспособном возрасте (15—64 лет) 64 были экономически активными, 36 — неактивными (показатель активности — 64,0 %, в 1999 году было 70,2 %). Из 64 активных работали 57 человек (28 мужчин и 29 женщин), безработных было 7 (2 мужчин и 5 женщин). Среди 36 неактивных 4 человека были учениками или студентами, 19 — пенсионерами, 13 были неактивными по другим причинам.